# Rhagodia
Cet article concerne le genre végétal. Pour le genre de solifuges, voir Rhagodia (animal).
Genre
Classification phylogénétique
Rhagodia est un genre de  petit buisson australien appartenant à la famille des Chenopodiaceae, ou des Amaranthaceae selon la classification phylogénétique. On le rencontre dans les marais salants et certaines espèces peuvent être des plantes grasses.
On le trouve en Australie occidentale.
Les feuilles sont petites, larges, vert brillant au-dessus, blanches au-dessous. La plante porte souvent de petits fruits rouges. Les buissons peuvent parfois être épineux.

## Espèces
- Rhagodia acicularis
- Rhagodia baccata
- Rhagodia candolleona
- Rhagodia crassifolia
- Rhagodia dioica
- Rhagodia drummondii
- Rhagodia eremaea
- Rhagodia gaudichaudiana
- Rhagodia latifolia
- Rhagodia nutans
- rhagodia obovata
- Rhagodia parabolica
- Rhagodia preissii
- Rhagodia radiata
- Rhagodia spinescens
- Rhagodia ulicina